# L'Amour à la folie
L'Amour à la folie («Estimar fins a la bogeria») és una escultura de Jean-Baptiste Carpeaux de 1869, a partir del grup escultòric La Danse a l'Òpera Garnier de París, obra que va realitzar per l'encàrrec de l'arquitecte Charles Garnier.
El Museu Soumaya de Ciutat de Mèxic, guarda una versió en terracota i una de les reproduccions múltiples en bronze, això últim significa que d'aquesta obra podem trobar una sèrie de còpies arreu del món fetes a partir del motlle original de Carpeaux.

## Història

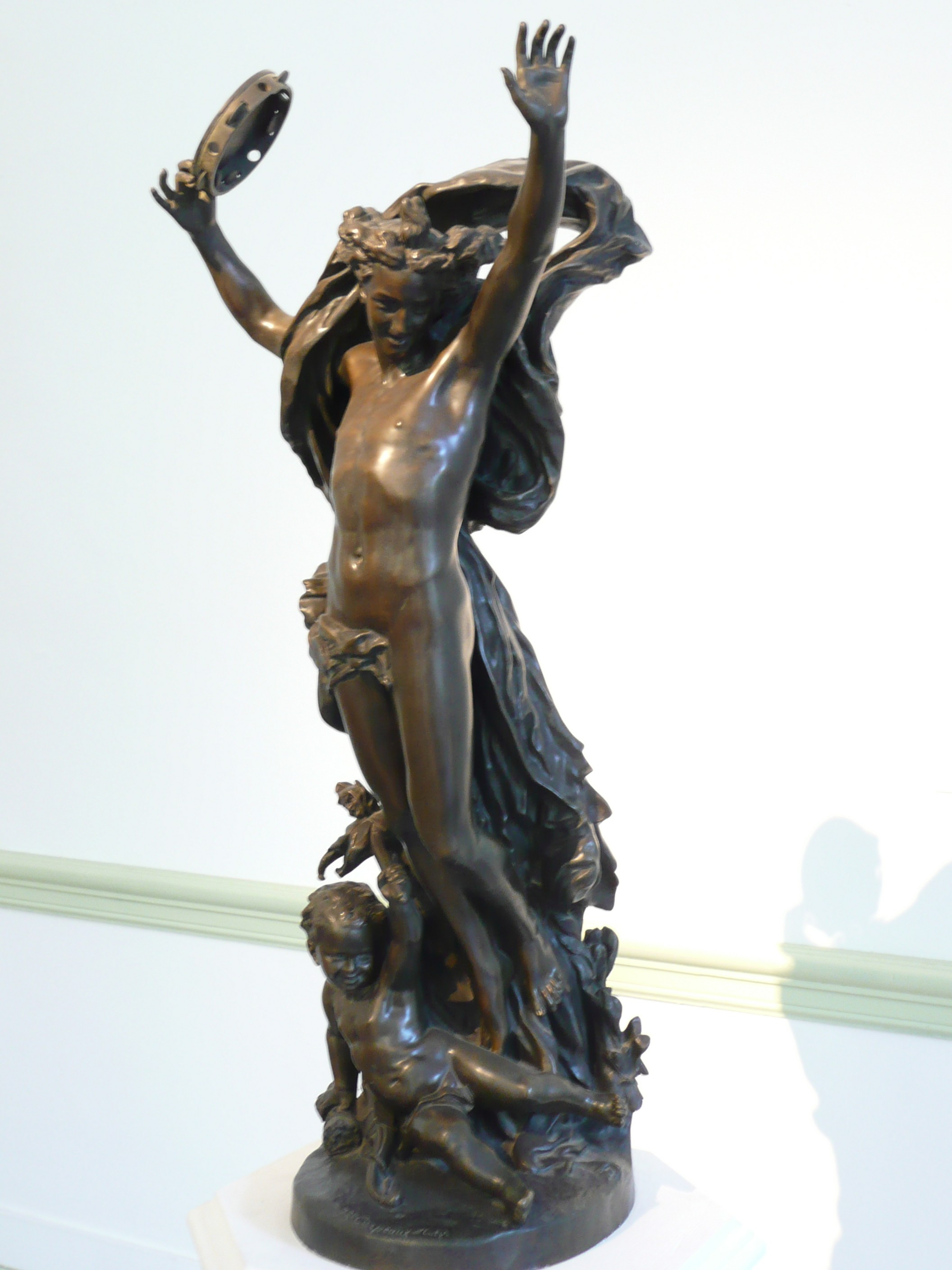
Le génie de la Danse amb L'Amour à la folie als peus.

Originàriament era part del conjunt escultòric La Danse, que tenia com a fi decorar la façana de l'Òpera Garnier.
L'any 1869, a causa d'una profunda crisi econòmica, l'autor va decidir donar-li una existència independent com a obra, es pot dir que d'aquesta obra hi ha dues versions, L'Amour à la folie i Le génie de la Danse («El geni de la Dansa»). Va mantenir l'actitud original del Cupido/Eros i va explorar aquelles parts que quedaven cobertes pel «geni de la dansa».
En ser separada del conjunt escultòric original, el significat de l'obra va canviar. La interpretació que es dona d'ella és que es tracta de com l'amor incita la bogeria, ja que en l'obra es pot veure com Cupido soste én alt, a la mà esquerra un titella, aquest titella és la representació de la bogeria.

Va ser una obra de gran popularitat, cosa que es fa visible a les cartes de l'escriptor estatunidenc Henry James al diari New York Tribune de 1875: 
| « | Les finestres de les botigues són ara plenes de reproduccions de les seves [de Carpeaux] figures i busts. Són les més modernes en tota la escultura. | » |

Encara que al contingut global d'aquesta carta, Henry James qüestiona l'art de Carpeaux, també és cert que ens deixa en la literatura un testimoni sobre la presència de les obres de Carpeaux a la vida quotidiana de París d'aquells anys, i l'impacte que van tenir en l'apreciació estètica de l'època.

## Còpies en museus
- Ciutat de Mèxic, Museu Soumaya (terracota i bronze)
- Lisboa, Museu Calouste Gulbenkian (marbre)[1]
- París, Museu d'Orsay (terrracota).[4]